# Zandpolder (Sluis)
De Zandpolder is een polder ten noordoosten van Retranchement, direct buiten de Wallen van Retranchement gelegen aan aansluitend aan de Verschepolder. Ze behoort tot de polders van Cadzand, Zuidzande en Nieuwvliet.
De Zandpolder werd ingedijkt in 1423 als een bedijking in het Zwin. Het was een polder met een oppervlakte van 250 ha. In 1497 overstroomde de polder en in 1498 werd ze in twee afzonderlijke polders weer herdijkt. De zuidelijke Zuudpolre is de tegenwoordige Bewesten Terhofstedepolder, en het noordelijk deel ging Zandpolder heten.
Ook dit noordelijk deel ontkwam niet aan overstromingen. Vermoedelijk is deze polder eveneens overstroomd tijdens de Allerheiligenvloed van 1570. Ook later nog werd de polder overstroomd, zoals in 1682. Zo bleef slechts een poldertje van 4 ha over, dat momenteel vrijwel één geheel vormt met de Verschepolder, hoewel men de historische dijk tussen beide polders heeft hersteld.
De Retranchementpolder is feitelijk eveneens een deel van de voormalige Zandpolder. Het overige deel is veel later ingedijkt en in de Willem-Leopoldpolder komen te liggen.